# گورخر دشتی
گورخر دشتی یا گوراسب دشتی (نام علمی: Equus quagga) نام یک گونه از سرده اسب‌ها است.